# Борча, Валентин
Валентин Борча (рум. Valentin Borcea; родился 6 июля 2002, Бухарест, Румыния) — румынский футболист, полузащитник клуба УТА.

## Футбольная карьера
Валентин — уроженец Бухареста, столицы Румынии. Футболом начал заниматься в шесть лет. Первой командой была «Про Прогресул Илие Ронтя», откуда в восьмилетнем возрасте игрок ушёл в академию местного «Динамо». Впервые был привлечён в команду в сезоне 2019/2020. 5 июля дебютировал в румынской Лиги 1 в поединке против «Академики Клинчени», за день до своего 18-летия, однако был заменён спустя всего одну минуту, проведённую на поле, из-за чего Адриан Михалча, тренер «Динамо» на тот момент, подвергся резкой критике. В сезоне 2020/2021, по ходу которого «Динамо» сменило четырёх главных тренеров, оставался игроком обоймы и выходил на поле в чемпионате 9 раз.
Также Валентин выступал за сборные Румынии среди юношей до 16 и 17 лет.

## Статистика выступлений
| Клуб             | Сезон            | Лига             | Лига  | Лига | Кубок | Кубок | Междунар. | Междунар. | Всего | Всего |
| Клуб             | Сезон            | Лига             | Матчи | Голы | Матчи | Голы  | Матчи     | Голы      | Матчи | Голы  |
| ---------------- | ---------------- | ---------------- | ----- | ---- | ----- | ----- | --------- | --------- | ----- | ----- |
| Динамо Бухарест  | 2019/2020        | Лига 1           | 1     | 0    | 1     | 0     | 0         | 0         | 2     | 0     |
| Динамо Бухарест  | 2020/2021        | Лига 1           | 9     | 0    | 0     | 0     | 0         | 0         | 9     | 0     |
| Всего за карьеру | Всего за карьеру | Всего за карьеру | 10    | 0    | 1     | 0     | 0         | 0         | 11    | 0     |